# Луисвилл Колонелс
Луисвилл Колонелс (англ. Louisville Colonels) — бейсбольная команда, выступавшая в Американской ассоциации Главной лиги бейсбола с 1882 по 1891 год. Первоначально клуб назывался «Луисвилл Эклипс» (англ. Louisville Eclipse), но в 1885 году был переименован в «Колонелс». После банкротства Американской ассоциации команда присоединилась к Национальной лиги, в которой просуществовала до 1899 года. Такое же название имело несколько бейсбольных команд из низших лиг, выступавших в Луисвилле (штат Кентукки) в XX веке.

## Американская ассоциация
После нескольких лет существования в статусе полу-профессиональной команды, «Эклипс» присоединились к Американской ассоциации в 1882 году. Покровитель команды, местный производитель алкогольной продукции Джей Эйч Пэнк, стал вице-президентом АА. В то время в команде выступал известный инфилдер Пит Браунинг, имевший огромную популярность. Команда выступила довольно успешно в своём дебютном сезоне, заняв второе место в регулярном чемпионате. И на протяжении нескольких следующих сезонов этот результат оставался лучшим для команды.
В середине 1888 года один из владельцев клуба подал в отставку, а его место занял Мордесай Дэвидсон. В следующем сезоне клуб одержал 27 побед, при этом потерпев 11 поражений и завершил чемпионат на последнем месте. Эта неудача вынудила передать контроль над управлением клуба Американской ассоциации.
В межсезонье владельцем команды стал Барни Дрейфус. «Колонелс» стали чемпионам Американской ассоциации 1890 года, став победителем третьей по силе лиги США после Национальной лиги и Лиги игроков, и приняли участие в финальном турнире, прообразе современной Мировой серии. Таким образом, клуб, занимавший последнее место в предыдущем сезоне сумел стать чемпионом.

## Национальная лига
В 1892 году, после банкротства Американской ассоциации, клуб перешёл в Национальную лигу, где и выступал до 1899 года. В 1900 году Дрейфус выкупил контрольный пакет акций «Пайрэтс» и перевёл в свою новую команду 14 игроков «Колонелс», включая будущих членов Зала славы Хонуса Вагнера и Фреда Кларка. Таким образом, «Колонелс» прекратили своё существование.